# Répétition WD40
Une répétition WD40, ou répétition β-transducine, est un petit motif structurel des protéines long d'environ 40 résidus d'acides aminés et souvent terminé par le dipeptide tryptophane–aspartate (acides aminés codés par les lettres W et D), d'où son nom. Des copies en tandem de ces répétitions se replient généralement ensemble pour former un type de domaine protéique en solénoïde appelé domaine WD40.
Les protéines contenant un domaine WD40 comptent généralement entre quatre et seize répétitions formant une structure dite β-propeller,. Un domaine WD40 est constitué de plusieurs répétitions, une région variable d'une vingtaine de résidus au début suivie par un ensemble de résidus répétés moins variables. Ces répétitions forment généralement un feuillet β à quatre brins antiparallèles appelé lame. Ces lames s'assemblent pour former des β-propellers, comportant typiquement sept lames. Celles-ci se stabilisent de telle sorte que le dernier brin β d'une répétition s'enclenche sur le premier brin β de la répétition suivante afin de produire une structure tridimensionnelle solidaire. 
Les protéines ayant une répétition WD40 forment une grande famille présente chez tous les eucaryotes et interviennent dans une grande variété de processus, allant de la signalisation cellulaire et la régulation de la transcription au contrôle du cycle cellulaire, à l'autophagie et à l'apoptose.
La fonction sous-jacente à toutes les protéines à domaine WD40 est de coordonner les assemblages complexes de protéines, dans lesquels les répétitions WD40 servent de structure rigide à la base des interactions protéine-protéine. La spécificité des interactions est déterminée par la séquence entourant les répétitions. La sous-unité β des protéines G, le facteur de transcription TAFII et l'ubiquitine ligase sont des exemples de protéines formant de tels complexes protéiques stabilisés par des répétitions WD40,.